# Zlaté maliny za rok 1995
Zlaté maliny za rok 1995 byly udělovány 24. března 1996 v Hollywood Roosevelt Hotel v Kalifornii k uctění nejhorších filmů roku. Nejvíce nominací získal film Showgirls, celkem 13. Poprvé v historii Zlatých malin si vítěz došel na ceremoniál pro cenu: režisér Paul Vernoeven.

## Nominace
| Kategorie                         | Nominace (vítěz tučně) |
| --------------------------------- | --- |
| Nejhorší film                     | Showgirls (MGM/UA) |
| Nejhorší film                     | Kongo (Paramount) |
| Nejhorší film                     | It's Pat (Touchstone) |
| Nejhorší film                     | Šarlatové písmeno (Hollywood Pictures)                                                                                      |
| Nejhorší film                     | Vodní svět (Universal) |
| Nejhorší herec                    | Pauly Shore za film Soudcem z nouze v roli Tommyho Collinse                                                                 |
| Nejhorší herec                    | Kevin Costner za film Vodní svět v roli námořníka                                                                           |
| Nejhorší herec                    | Kyle MacLachlan za film Showgirls v roli Zaka Careyho                                                                       |
| Nejhorší herec                    | Keanu Reeves za filmy Johnny Mnemonic a Procházka v oblacích v rolích Johnnyho Mnemonica a Paula Suttona                    |
| Nejhorší herec                    | Sylvester Stallone za filmy Nájemní vrazi a Soudce Dredd v rolích Roberta Ratha a soudce Josepha Dredda                     |
| Nejhorší herečka                  | Elizabeth Berkley ve filmu Showgirls v roli Nomi Malone                                                                     |
| Nejhorší herečka                  | Cindy Crawford ve filmu Jako štvaná zvěř v roli Kate McQuean                                                                |
| Nejhorší herečka                  | Demi Moore za film Šarlatové písmeno v roli Hester Prynne                                                                   |
| Nejhorší herečka                  | Julia Sweeney za film It's Pat v roli Pat Riley                                                                             |
| Nejhorší herečka                  | Sean Young za film Dr. Jekyll a slečna Hyde v roli Helen Hyde                                                               |
| Nejhorší herec ve vedlejší roli   | Dennis Hopper za film Vodní svět v roli Deacona                                                                             |
| Nejhorší herec ve vedlejší roli   | Tim Curry za film Kongo v roli Herkermera Homolky                                                                           |
| Nejhorší herec ve vedlejší roli   | Robert Davil za film Showgirls v roli Ala Torrese                                                                           |
| Nejhorší herec ve vedlejší roli   | Robert Duvall za film Šarlatové písmeno v roli Rogera Chillingwortha                                                        |
| Nejhorší herec ve vedlejší roli   | Alan Rachins za film Showgirls v roli Tonyho Mosse                                                                          |
| Nejhorší herečka ve vedlejší roli | Madonna ve filmu Čtyři pokoje v roli Elspeth                                                                                |
| Nejhorší herečka ve vedlejší roli | Amy, mluvící gorila za film Kongo                                                                                           |
| Nejhorší herečka ve vedlejší roli | Bo Derek za film Tommy Boy v roli Beverly Barish                                                                            |
| Nejhorší herečka ve vedlejší roli | Gina Gershon za film Showgirls v roli Cristal Connors                                                                       |
| Nejhorší herečka ve vedlejší roli | Lin Tucci za film Showgirls v roli Henrietta Bazoom                                                                         |
| Nejhorší pár na plátně            | Kterákoliv kombinace dvou lidí (nebo dvou částí těla) ve filmu Showgirls                                                    |
| Nejhorší pár na plátně            | William Baldwin a Cindy Crawford ve filmu Fair Game                                                                         |
| Nejhorší pár na plátně            | Tim Daly a Sean Young ve filmu Dr. Jekyll a slečna Hyde                                                                     |
| Nejhorší pár na plátně            | Dave Foley a Julia Sweeney ve filmu It's Pat                                                                                |
| Nejhorší pár na plátně            | Demi Moore a Robert Duvall nebo Gary Oldman ve filmu Šarlatové písmeno                                                      |
| Nejhorší režie                    | Paul Vernoeven za film Showgirls                                                                                            |
| Nejhorší režie                    | Renny Harlin za film Ostrov hrdlořezů                                                                                       |
| Nejhorší režie                    | Roland Joffé za film Šarlatové písmeno                                                                                      |
| Nejhorší režie                    | Frank Marshall za film Kongo                                                                                                |
| Nejhorší režie                    | Kevin Reynolds (s asistencí Kevina Costnera) za film Vodní svět                                                             |
| Nejhorší scénář                   | Joe Eszterhas za film Showgirls                                                                                             |
| Nejhorší scénář                   | John Patrick Shanley za film Kongo                                                                                          |
| Nejhorší scénář                   | Jim Emerson, Stephen Hibbert a Julia Sweeney za film It's Pat                                                               |
| Nejhorší scénář                   | Joe Eszterhas za film Jade                                                                                                  |
| Nejhorší scénář                   | Douglas Day Stewart za film Šarlatové písmeno                                                                               |
| Nejhorší nová hvězda              | Elizabeth Berkley za film Showgirls v roli Nomi Malone                                                                      |
| Nejhorší nová hvězda              | Amy, mluvící gorila za film Kongo                                                                                           |
| Nejhorší nová hvězda              | David Caruso za filmy Jade a Polibek smrti v roli Davida Corelliho a Jimmyho Kilmartina                                     |
| Nejhorší nová hvězda              | Cindy Crawford za film Jako štvaná zvěř v roli Kate McQueen                                                                 |
| Nejhorší nová hvězda              | Julia Sweeney za filmy It's Pat a Stuart Saves His Family v roli Pat Riley a Mea C.                                         |
| Nejhorší filmová píseň            | „Walk into the Wind“ z filmu Showgirls, napsali David A. Stewart a Terry Hall                                               |
| Nejhorší filmová píseň            | „(I Feel the) Spirit of America“ z filmu Kongo, hudba Jerry Goldsmith, text Lebo M                                          |
| Nejhorší filmová píseň            | „Hold Me, Thrill Me, Kiss Me, Kill Me“ z filmu Batman navždy, hudba U2, text Bono (skladba byla nominována na Zlatý glóbus) |
| Nejhorší remake nebo sequel       | Šarlatové písmeno (Hollywood Pictures)                                                                                      |
| Nejhorší remake nebo sequel       | Ace Ventura 2: Volání divočiny (Warner Bros.)                                                                               |
| Nejhorší remake nebo sequel       | Dr. Jekyll a slečna Hyde (Savoy Pictures)                                                                                   |
| Nejhorší remake nebo sequel       | Showgirls (MGM/UA) |
| Nejhorší remake nebo sequel       | Městečko prokletých (Universal)                                                                                             |